# Superlibro
Superlibro es una serie anime japonesa-estadounidense de 1981, dirigida y producida por Masakazu Higuchi y Kenjiro Yoshida, producida por Tatsunoko Production en Japón y Christian Broadcasting Network en Estados Unidos.
La serie toma los hechos relatados en la Biblia de manera que los personajes de la serie participan en ser testigos de esos sucesos. Algunos de los personajes que en esta participan son los niños llamados Anita (Azusa en japonés, Joy en inglés) y Luis (Sho Azuka en japonés, Christopher en inglés); el doctor Pérez, papá de Luis, y Tuercas (Zenmaijikake en japonés, Gizmo en inglés), el robot de juguete de Luis.

## Argumento
El superlibro se abre por sí solo y les habla a Luis, Anita y a Tuercas (el juguete de Luis) sin que el doctor Pérez se entere, lo cual solamente queda en secreto entre ellos tres y los lleva a recorrer el tiempo. En ese viaje, se encuentran con diferentes personajes bíblicos con quienes comparten aventuras. Al terminar el viaje, vuelven al tiempo actual donde ellos viven y se acaba la historia con la lección aprendida por los protagonistas.

## Producción
La serie narra los acontecimientos de la Biblia, del Antiguo y Nuevo Testamento, en sus cincuenta y dos episodios. Los primeros 26 episodios salieron al aire desde 21 de octubre de 1981 hasta el 29 de marzo de 1982. La serie regresó como Superbook II (Personal Computer Travel Detective Team), con 26 episodios al aire a partir del 4 de abril de 1983 al 26 de septiembre de 1983. Entre ambas series, en la primera temporada, fue compañera de la serie La casa voladora.

## Reboot
En 2011 se estrenó su serie animada 3D